# Elf-Apostel-Haus (Braunschweig)

Das Elf-Apostel-Haus um 1910.

Detail des Hauses um 1900. Gut erkennbar die gotischen Apostelfiguren und das Wappen über dem Eingang.

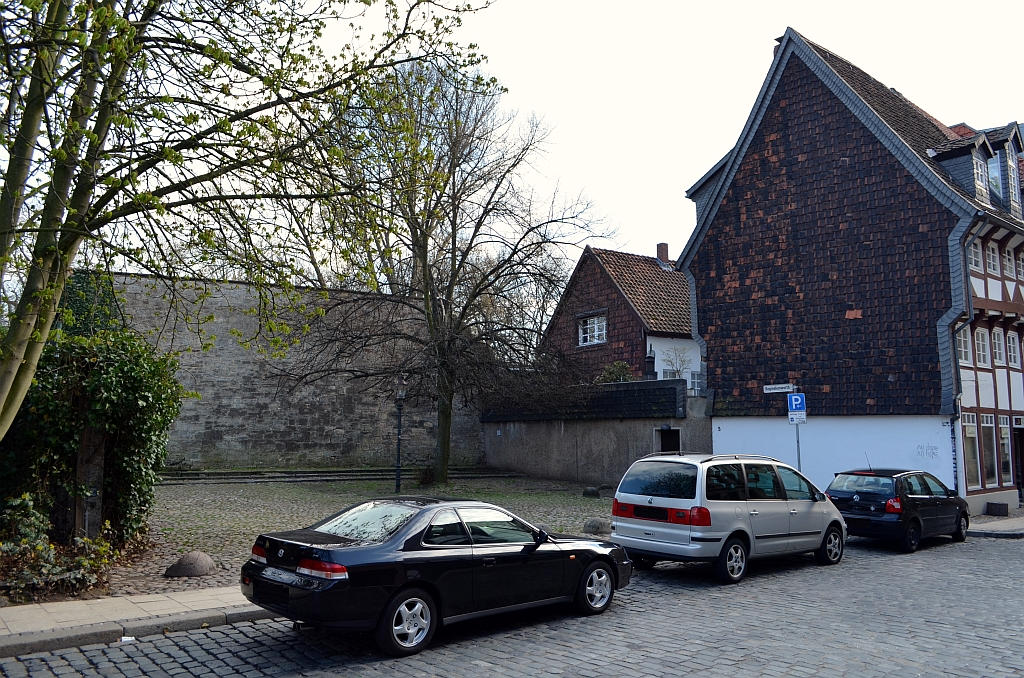
Blick vom Prinzenweg auf „Beginekenworth“, das Grundstück, auf dem bis zu seiner Zerstörung im Zweiten Weltkrieg das Elf-Apostel-Haus stand. Im Hintergrund der Rest der Stadtmauer aus dem 15. Jahrhundert.

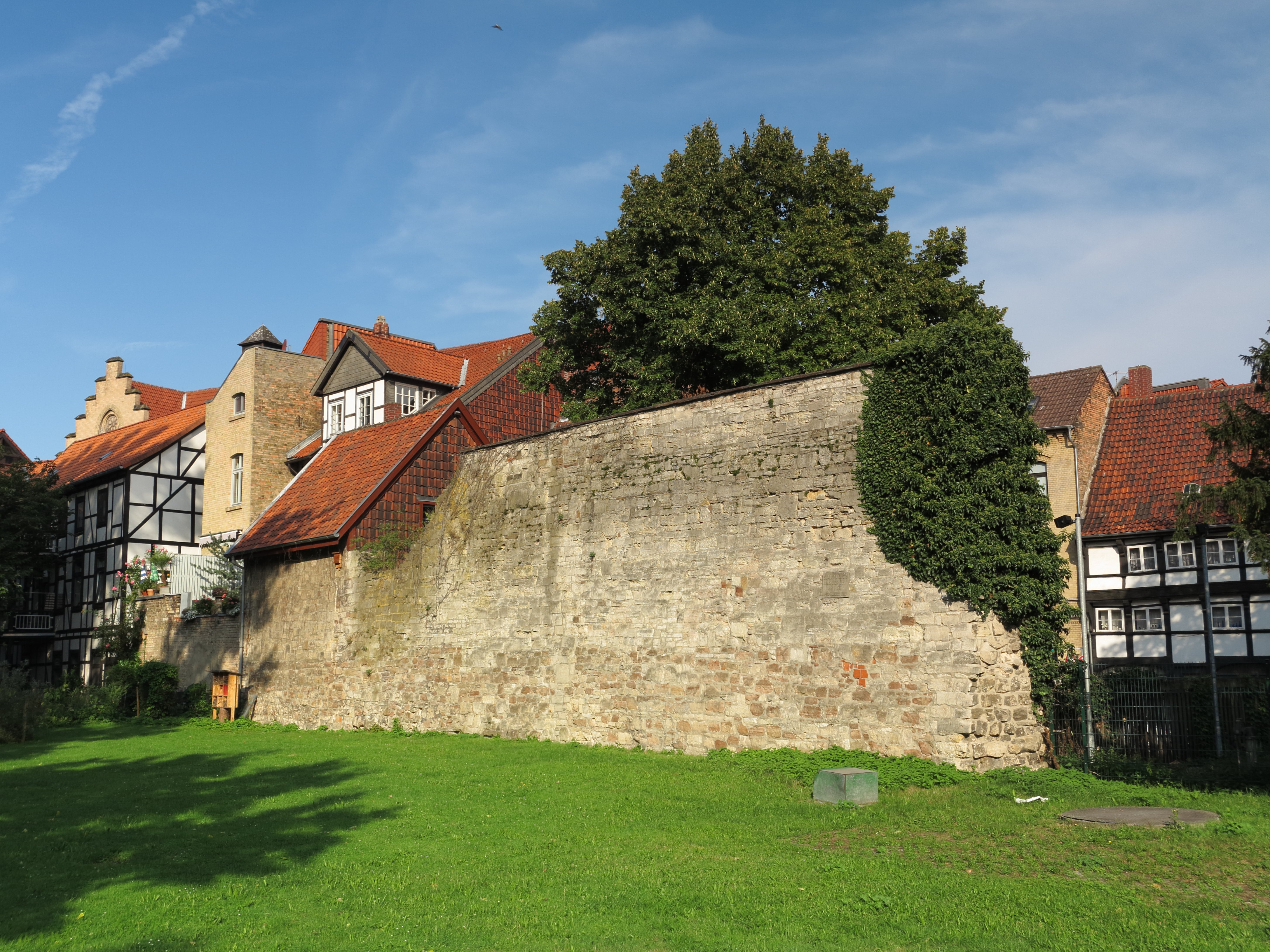
Rest der Stadtmauer aus dem 15. Jahrhundert. An die Rückseite dieses Mauerstückes grenzte direkt das Elf-Apostel-Haus.

Das Elf-Apostel-Haus (Apostelhaus) war ein um 1560 erbautes Fachwerkhaus in Braunschweig, im historischen Weichbild Altstadt. Es befand sich in der Straße, die seit den 1870er Jahren Prinzenweg heißt. Das dreigeschossige Bauwerk wurde während des Zweiten Weltkrieges zerstört.

## Geschichte
Steffen Bartram ließ das Gebäude mit der Assekuranznummer 556 (später Prinzenweg 4) als Wohnhaus direkt an die südliche Stadtmauer grenzend errichten. Auf einem Balken befand sich die Aufschrift: „STEFFEN BARTRAM // M // D // LX“ (Steffen Bartram 1560). Es blieb bis 1591 in seinem Besitz.
Zur Straßenseite waren an dem Haus in Höhe der 2. Etage plastische gotische Figuren der elf Apostel angebracht, die Anfang des 20. Jahrhunderts neu bemalt wurden. Aus diesem Grunde wurde das Gebäude im Volksmund auch „Elf-Apostel-Haus“ oder nur „Apostelhaus“ genannt. Im Jahre 1600 kaufte es Curd Döring (auch Doring), Bürgermeister der Altstadt, und ließ das Wappen seiner Familie an der Hausfassade über der Eingangstür anbringen. Es wurde 1889 erneuert. 1609 stifteten 20 Frauen für die Innenausstattung 20 farbige, runde Glasscheiben (Durchmesser je 11 cm), auf denen die Wappen der Familien der Stifterinnen dargestellt waren. 1935 übergab der Vorstand der „Döringschen Stiftung“ diese Scheiben dem Städtischen Museum Braunschweig, in dessen Besitz sie sich noch heute befinden.

### Döringsche Stiftung
1610 richtete Döring in diesem Haus sowie einem Nebengebäude ein Beginenhaus ein, die nach ihm benannte „Döringsche Stiftung“, auch „Curd-Döring-Konvent“ oder „Zu den elf Aposteln“ genannt. Sie bot ursprünglich 10 alleinstehenden Frauen eine Bleibe. Testamentarisch verfügte Döring 1625, dass die Stiftung als dauerhafte karitative Einrichtung fortgeführt werde. 1873 erhielt sie durch gesetzliche Verordnung den Status einer „milden Stiftung“. Die Leitung der Stiftung unterlag jeweils einem Nachfahren des Gründers.
Namen und Anzahl der Konventualinnen lassen sich von 1711 an bis in das Jahr der Zerstörung während des Zweiten Weltkrieges lückenlos nachverfolgen. Die maximale Anzahl an Bewohnerinnen wurde im 17. Jahrhundert erreicht und konnte bis 1734 gehalten werden; danach sank die Zahl, wobei durchschnittlich sieben Frauen, meist Witwen oder unverheiratet gebliebene Frauen, den Konvent bewohnten. So sind für 1897 neun Konventualinnen belegt und für 1936 noch drei.

### Zerstörung
Wie große Teile des Gebietes um den Prinzenweg, wie z. B. Echternstraße, Güldenstraße, Südstraße, Bäckerklint, Radeklint und Südklint, wurde auch das Elf-Apostelhaus im Zweiten Weltkrieg zerstört. Die Knaggenfiguren konnten jedoch gerettet werden und befinden sich heute zusammen mit den bereits 1935 übergebenen Glasmalereien der 20 Familienwappen im Städtischen Museum Braunschweig. Das Grundstück wurde nach der Trümmerbeseitigung nicht wieder bebaut und erhielt als Mischung aus Gehweg und Platz seinen heutigen Namen „Beginekenworth“, der auf die im zerstörten Elf-Apostel-Haus lebenden Beginen hinweist.
Obwohl das Elf-Apostel-Haus und damit der Sitz der Döringschen Stiftung im Zweiten Weltkrieg unterging und die Bewohnerinnen ihre Bleibe verloren, besteht die Stiftung faktisch weiter, da sie bis heute nicht offiziell aufgelöst wurde.